# Zarzuela
Pour les articles homonymes, voir Zarzuela (homonymie).

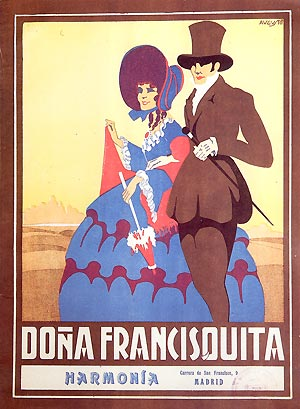
Affiche de la zarzuela Doña Francisquita (créée en 1923).

La zarzuela, (prononcé [θaɾˈθwela]) est un genre théâtral lyrique espagnol né au XVIIe siècle.
Par sa formule, qui associe action théâtrale, orchestre, chants et dialogues parlés, elle s’apparente à l’opéra-comique français ou au singspiel allemand, genres qui, eux, n’apparaîtront qu’un siècle plus tard. Il a été recensé quelque 20 000 zarzuelas, depuis la naissance du genre jusqu’au XXe siècle.

## Historique

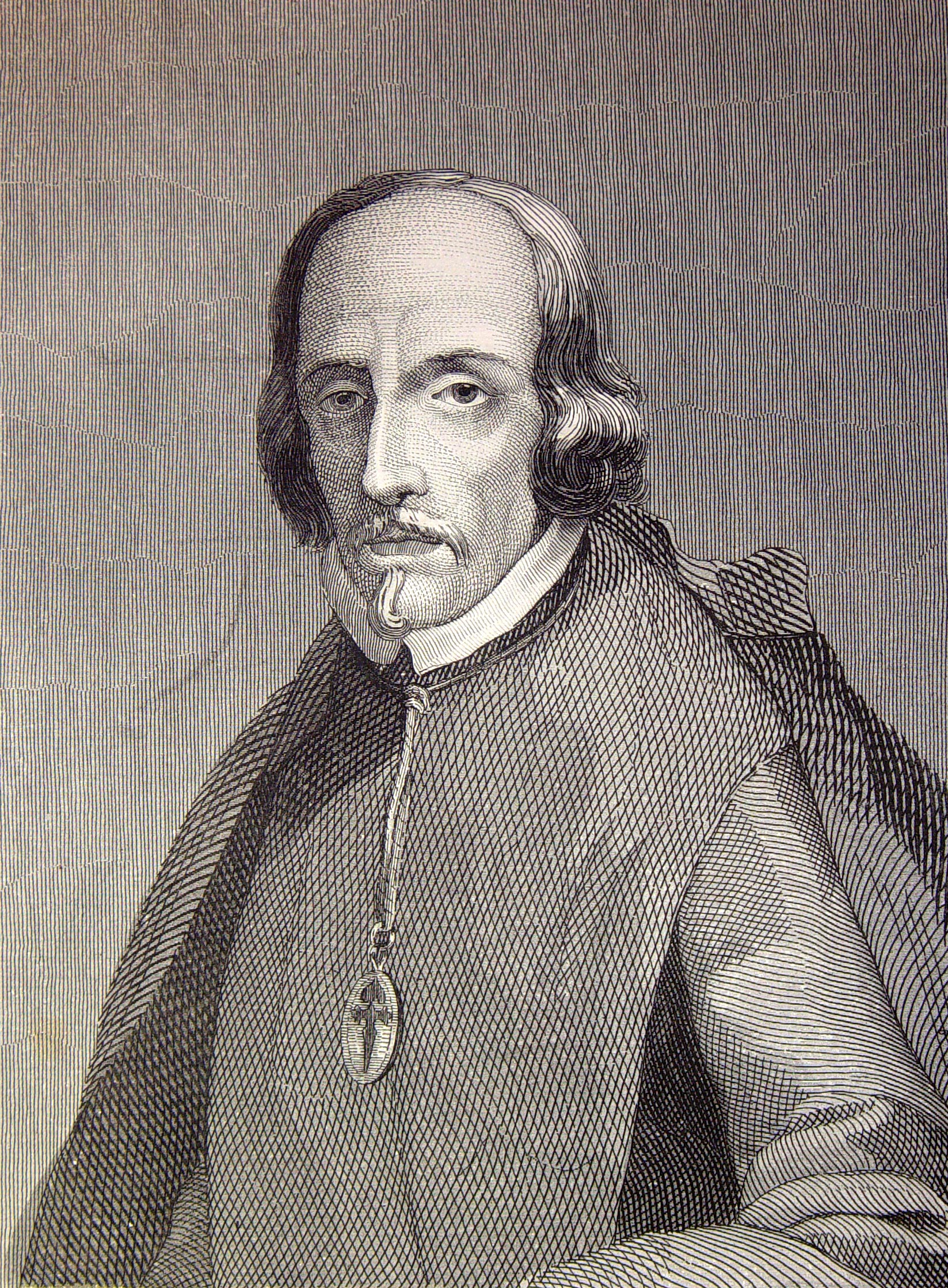
Pedro Calderón de la Barca (1600-1681).

L’appellation « zarzuela » provient du nom d’un lieu de villégiature royale au nord de Madrid, le palacio de la Zarzuela (litt. « palais de la ronceraie »), devenu ultérieurement résidence du roi d'Espagne, où sont données au XVIIe siècle les premières soirées théâtrales et musicales dites Fiesta de la Zarzuela ; un intitulé rapidement abrégé et simplifié en zarzuela, sous l’influence de Pedro Calderón de la Barca, alors grand librettiste de ce genre lyrique.
Cependant, en Espagne, La zarzuela est précédée de vingt ans par des pièces entièrement chantées qu'on n'appelle pas encore « opéras », telles La gloria de Niquea (1622) et La selva sin amor (1627), sur un livret de Félix Lope de Vega, à la façon de ce qu’il en est alors depuis peu en Italie. L'opéra espagnol va ainsi désormais poursuivre son chemin, à côté de son dérivé : la zarzuela.

### La zarzuela auxXVIIeetXVIIIesiècles

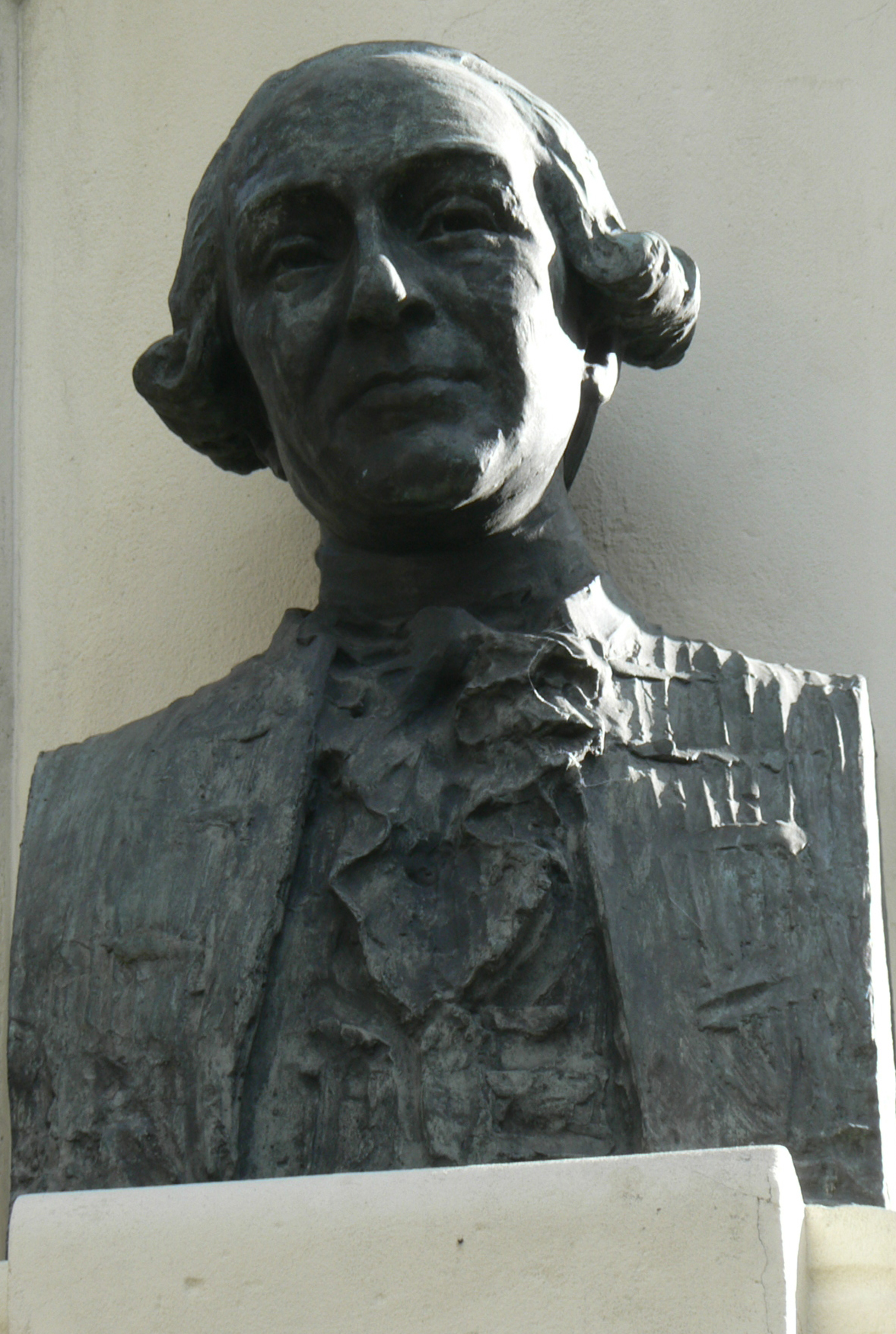
Ramón de la Cruz (1731-1794).

La première œuvre de zarzuela répertoriée est El jardín de Falerina, datée de 1648. À l'origine spectacle de cour, la zarzuela va ensuite essaimer dans les théâtres ouverts à tous, essentiellement à Madrid avant de se répandre dans toute l’Espagne, puis, dès la fin du XVIIe siècle, dans les Amériques et jusqu’aux Philippines, à travers des ouvrages et des compositeurs aux styles très différents. Parmi les compositeurs majeurs et les œuvres importantes des XVIIe et XVIIIe siècles, il convient de mentionner : Juan Hidalgo, auteur de Celos aún del aire matan (1660) et Los celos hacen estrellas (1672) ; Sebastián Durón, auteur de Salir el amor del mundo (1696) et Coronis (vers 1701-1705) ; Antonio de Literes, auteur de Acis y Galatea (1708) et Júpiter y Semele (1718) ; José de Nebra, auteur de Viento es la dicha de amor (1743) et Ifigenia en Tracia (1747) ; Antonio Rodríguez de Hita, auteur de Briseida (1768) et Las labradoras de Murcia (1769) ; Luigi Boccherini, auteur de Clementina (1786), etc.
Jusqu’à la moitié du XVIIIe siècle, les thèmes des livrets sont exclusivement mythologiques (cas de Júpiter y Semele et Ifigenia en Tracia, par exemple), pour ensuite s’infléchir vers des sujets les plus divers et souvent avec des personnages de tous les jours (cas de Las labradoras de Murcia et Clementina). Cette évolution doit beaucoup au librettiste Ramón de la Cruz, principal instigateur de ce renouvellement du genre. Le style musical quant à lui s’apparente à celui de l’art lyrique baroque dans le reste de l’Europe, avec toutefois des traits propres (que l’on trouverait dans la musique religieuse espagnole de l’époque) ; puis, à partir de la seconde moitié du XVIIIe siècle, prenant un caractère davantage symphonique dans l’orchestration, de plus en plus mêlé de formes typiquement espagnoles (pasacalles, fandangos, sarabandes, chaconnes),.

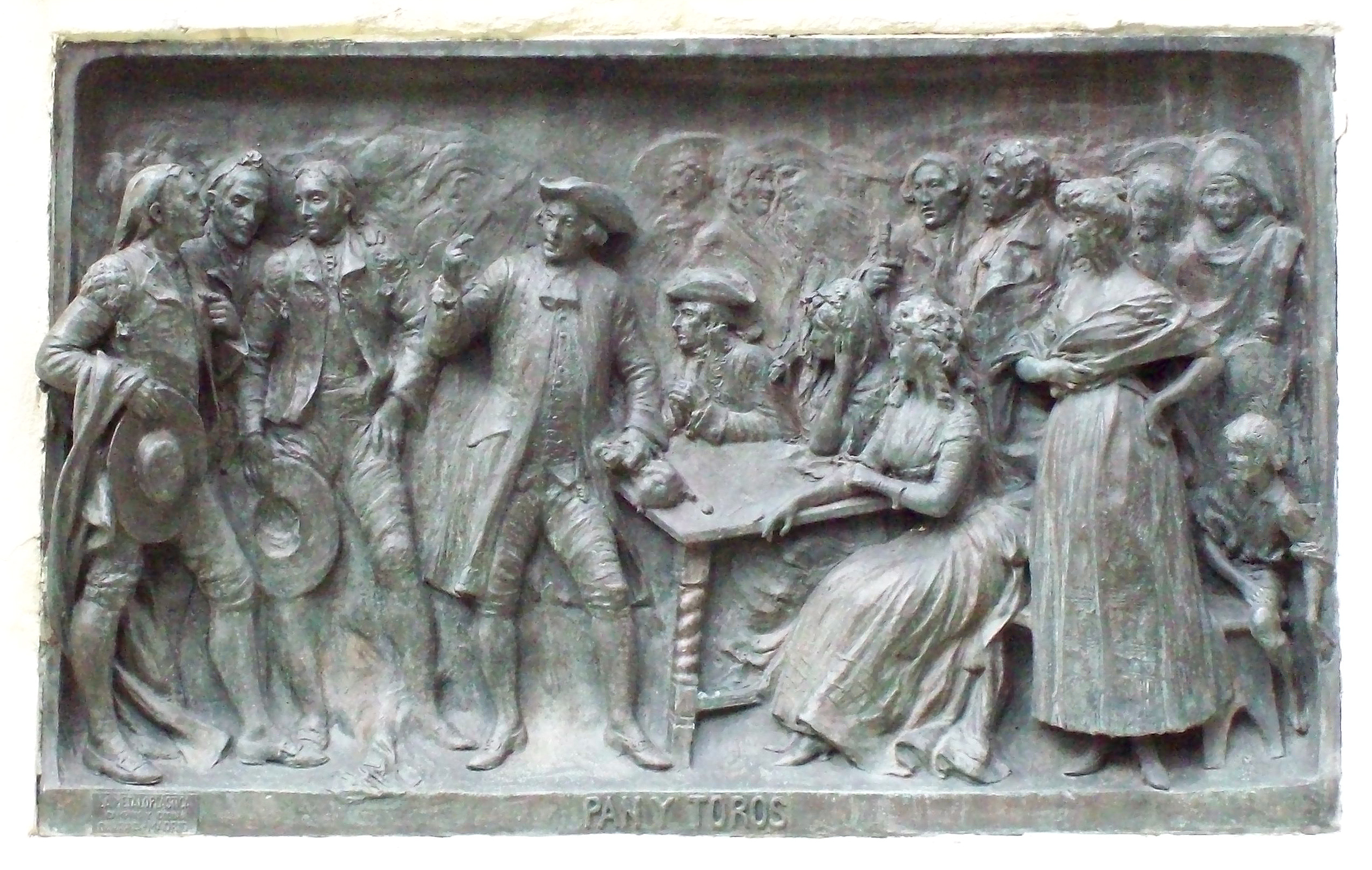
Relief en bronze représentant une scène de Pan y toros (1864). Détail d'un monument à Madrid (L. Coullaut-Valera, 1913).

### La zarzuela auxXIXeetXXesiècles
Au début du XIXe siècle, le genre connaît une renaissance, prenant parfois un ton léger que l’on pourrait rapprocher de l’opérette (apparue en France vers 1840), surtout vers la fin du XIXe siècle et début du XXe siècle. Mais la très grande majorité des zarzuelas possèdent une tonalité dramatique, rarement portée à l’amusement et conduisant souvent à des fins tragiques (la meilleure correspondance esthétique serait plutôt l’opéra-comique français ou le singspiel allemand, en raison notamment de la présence de dialogues parlés).

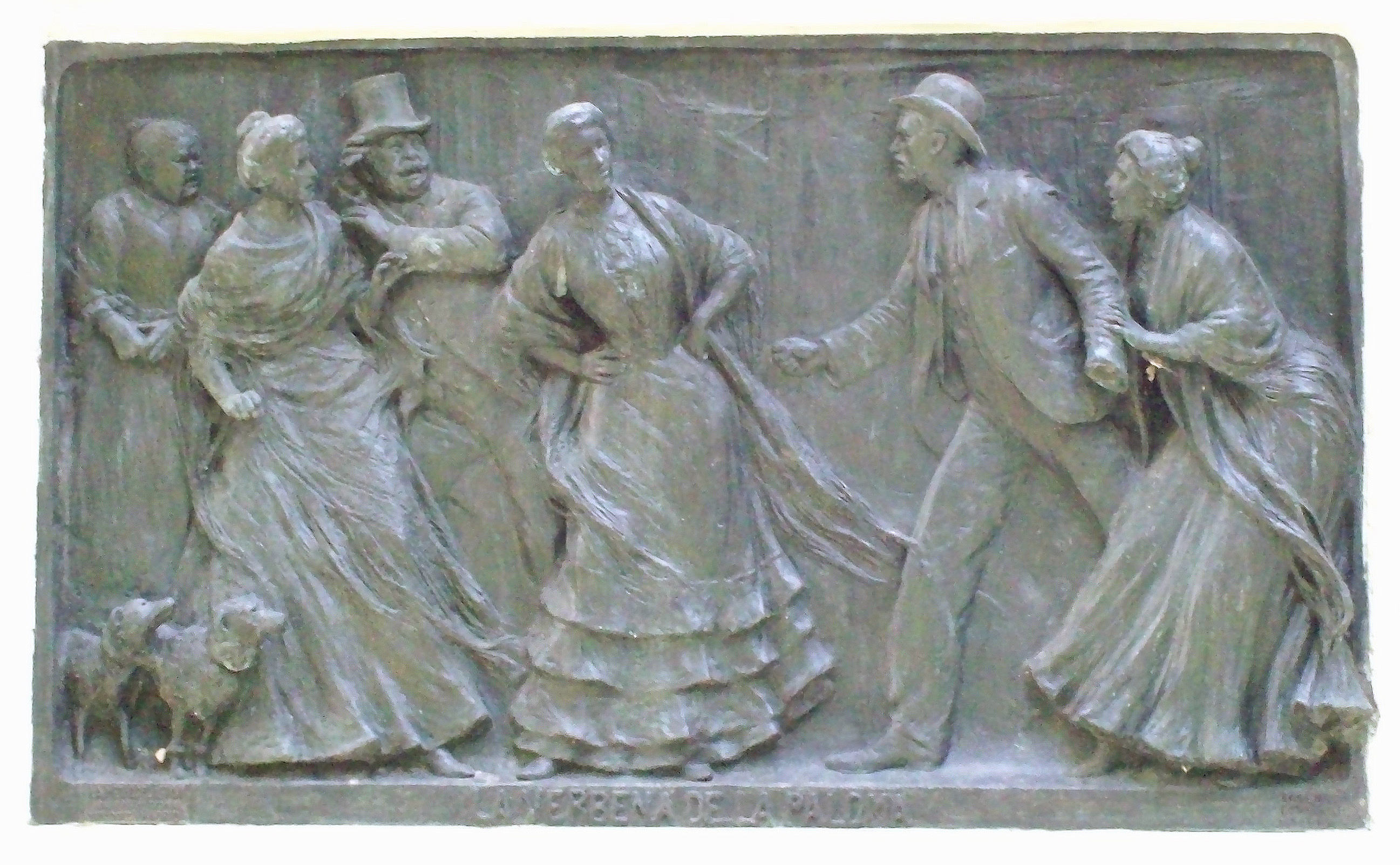
Relief en bronze représentant une scène de La verbena de la Paloma (1894). Détail d'un monument à Madrid (L. Coullaut, 1913).

Citons, parmi les compositeurs remarquables et les œuvres célèbres des XIXe et XXe siècles : Emilio Arrieta, auteur de Marina (1855) ; Francisco Asenjo Barbieri, auteur de Los diamantes de la corona (1854), Pan y toros (1864) et El barberillo de Lavapiés (1874) ; Federico Chueca, auteur de La Gran Vía (1886) dont Friedrich Nietzsche se fera l'écho élogieux (lettre à Peter Gast du 16 décembre 1888) ; Ruperto Chapí, auteur de La bruja (1887), La revoltosa (1897), Curro Vargas (1898) et El barquillero (1900) ; Tomás Bretón, auteur de La verbena de la Paloma (1894), qualifiée de chef-d’œuvre par Camille Saint-Saëns (lettre du 13 juin 1913 de Saint-Saëns à Tomás Bretón) et l'une des plus célèbres zarzuelas ; Gerónimo Giménez, auteur de La tempranica (1900) ; José María Usandizaga, auteur de Las golondrinas (1914) ; Amadeo Vives, auteur de la fameuse zarzuela Doña Francisquita (1923) ; Federico Moreno Torroba, auteur de Luisa Fernanda (1932), autre zarzuela fameuse ; Pablo Sorozábal, auteur de La tabernera del puerto (1935) ; ou Ernesto Lecuona, compositeur cubain auteur de la célèbre María la O (1930)...

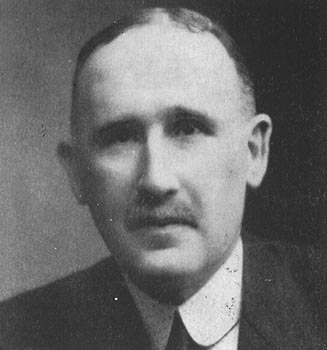
Carlos Arniches (1866-1943)

Pour ces deux siècles considérés, la zarzuela peut se partager en deux familles principales : la zarzuela « grande » et la zarzuela « chica » (petite). La première, généralement en trois actes, est destinée à occuper une soirée entière de représentation, sur des sujets historiques (cas de Pan y toros et de La bruja) ou dramatiques (cas de Curro Vargas et de Las golondrinas). Musicalement, elle porte tout d’abord l’influence du bel canto, pour peu à peu s’en libérer par des formes de chant qui lui sont propres, tout en restant parfois sensible aux courants lyriques du reste de l’Europe (Grand Opéra à la française, wagnérisme, vérisme…). La seconde catégorie, généralement en un acte et d’une durée d’environ une heure, revêt un caractère plus spécifique : avec des intrigues et personnages contemporains, issus du petit peuple et des prolétaires, de Madrid en particulier, notamment pour le género chico (« genre petit »), sous-genre de la zarzuela chica ; et des rythmes musicaux très souvent puisés aux sources espagnoles (cas de La Gran Vía et de La verbena de la Paloma). Carlos Arniches figure alors l’un des florissants librettistes de ces sujets gouailleurs mais non nécessairement joyeux. Il en serait de même pour les zarzuelas des Amériques hispaniques, qui régulièrement s’inspirent de thèmes autochtones et du folklore local,,,.
Ce type de pièces lyriques populaires se rencontre également dans des pays tels que les Philippines, avec, notamment, comme interprète au XXe siècle, Atang de la Rama.

### Postérité de la zarzuela
En Espagne, le goût pour la zarzuela s'est progressivement remis à l'ordre du jour à partir des années 1970 et le nombre de représentations n'a cessé d'augmenter depuis. En 1971, un festival intitulé « Antología de la zarzuela » est célébré à Motril dans la province de Grenade. Les rois de Belgique Baudouin et Fabiola assistent au festival, et le réalisateur Juan Manuel de la Chica en fait un reportage télévisé : Antología de la zarzuela. Le titre de ce festival est repris par le producteur de théâtre Fernando García de la Vega pour l'émission hebdomadaire Antología de la zarzuela, diffusée par la TVE de 1979 à 1980, un programme télévisé qui connut un franc succès et plusieurs redifusions dans les années 1980 et 1990. Ces reportages et émissions, et l'augmentation du goût pour les spectacles lyriques en Espagne, ont contribué à un nouvel intérêt pour les Espagnols envers la zarzuela. Depuis la fin des années 1970, les maisons de disques créent des collections dans lesquelles les disques sont accompagnés de fascicules : livret, synopsis, études sur l'œuvre, biographie du compositeur y sont exposés.
Au XXIe siècle cette progression a continué dans la même lignée. Selon la SGAE (équivalant à la SACEM en France), en 2006 la représentation de zarzuelas en Espagne a augmenté de plus de 4 %. Au Teatro de la Zarzuela, le nombre de représentations de zarzuelas a augmenté de 50% pour la période 2015-2021. De leur côté, les plus grands chanteurs espagnols, à la renommée internationale, se sont illustrés dans la zarzuela : Pilar Lorengar, Victoria de los Ángeles, Teresa Berganza, Montserrat Caballé, María Bayo ; ou Alfredo Kraus, José Carreras, Plácido Domingo...
La réputation de la zarzuela a néanmoins rarement dépassé les frontières du monde hispanophone (Espagne, Amérique hispanique, Philippines…) ; en raison peut-être de la langue espagnole des livrets, et d’autant plus pour leurs dialogues parlés qui peuvent aussi constituer un frein à une expansion internationale ; voire aussi en raison des sujets de ces livrets, souvent se rapportant à des thèmes hispanisants, bien que cela ne soit pas une règle générale tant s'en faut. La zarzuela commence toutefois à essaimer au-delà de ce monde, comme le montreraient ces dernières années des représentations en France, en Allemagne, en Autriche, en Suisse, en Italie, aux États-Unis, ou d’autres pays de tradition lyrique non hispanophone.

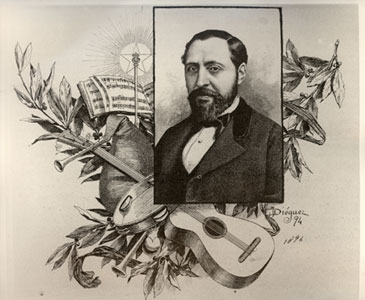
Francisco Asenjo Barbieri

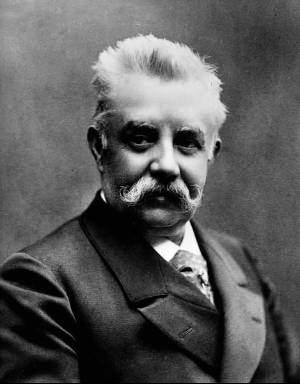
Federico Chueca

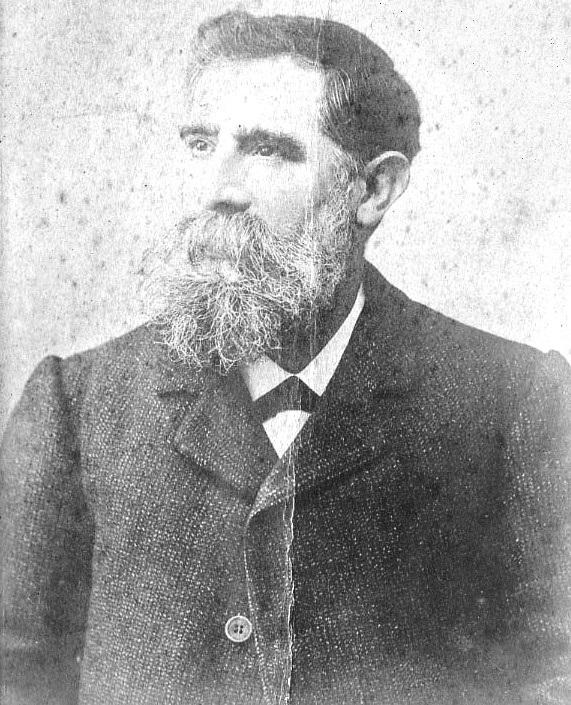
Tomás Bretón

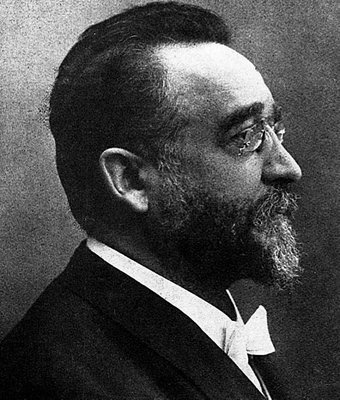
Ruperto Chapí

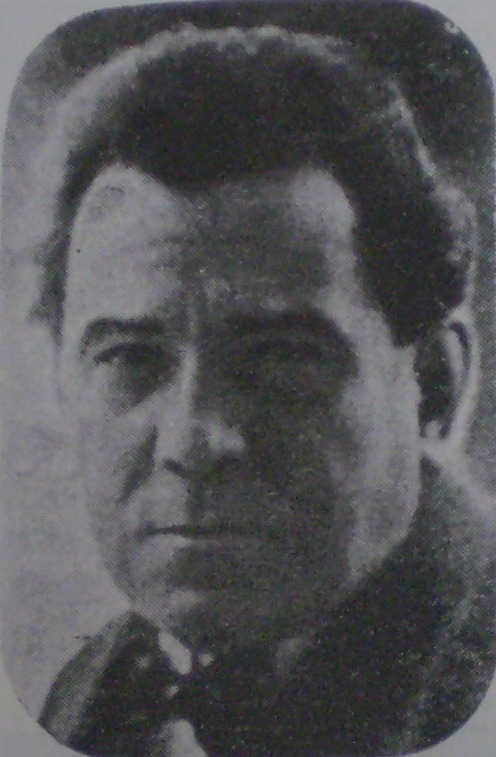
Amadeo Vives

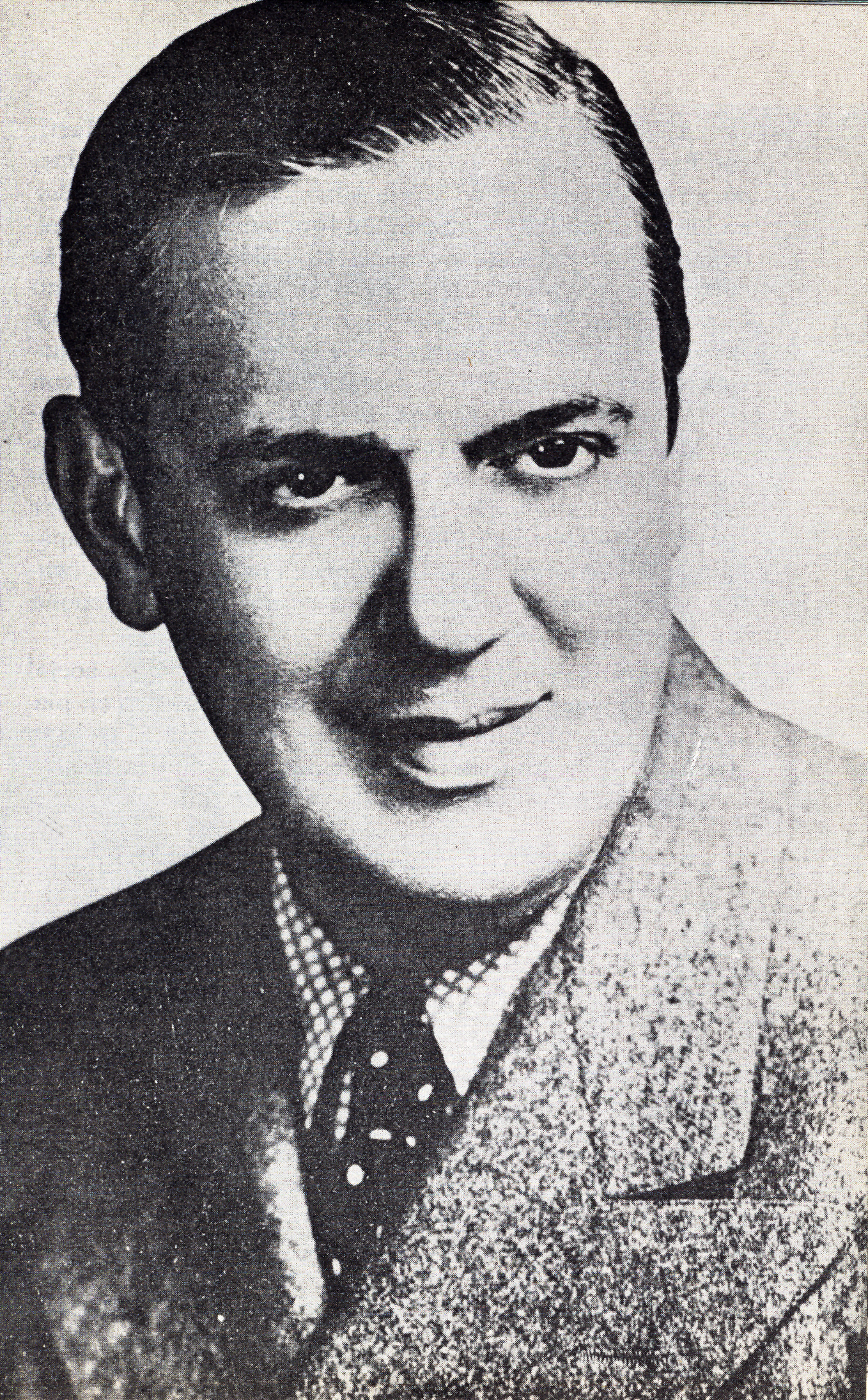
Ernesto Lecuona

## Compositeurs de zarzuelas
- Juan Hidalgo (1614-1685)
- Tomás de Torrejón y Velasco (1644-1728)
- Juan de Navas (1647-1709)
- Sebastián Durón (1660-1716)
- Antonio Literes (1673-1747)
- Francisco Corradini (vers 1700-1769)
- José de Nebra (1702-1768)
- Antonio Rodríguez de Hita (1724-1787)
- Antonio Rosales (1740-1801)
- Luigi Boccherini (1743-1805)
- Manuel Garcia (1775-1832)
- Ramón Carnicer (1789-1855)
- Basilio Basili (1803-1895)
- Tomás Genovés (1806-1861)
- Baltasar Saldoni (1807-1889)
- Mariano Soriano Fuertes (1817-1880)
- Joaquín Gaztambide (1822-1870)
- Rafael Hernando (1822-1888)
- Emilio Arrieta (1823-1894)
- Francisco Asenjo Barbieri (1823-1894)
- Cristóbal Oudrid (1825-1877)
- José Inzenga (1828-1891)
- Manuel Fernández Caballero (1835-1906)
- Miguel Marqués (1843-1918)
- Manuel Nieto (1844-1915)
- Joaquín Valverde Durán (1846-1910)
- Federico Chueca (1848-1908)
- Tomás Bretón (1850-1923)
- Ruperto Chapí (1851-1909)
- Gerónimo Giménez (1854-1923)
- Isaac Albéniz (1860-1909)
- Tomás López Torregrosa (1863-1913)
- Enrique Granados (1867-1916)
- Rafael Calleja (1870-1936)
- Vicente Lleó (1870-1922)
- Amadeu Vives (1871-1932)
- José Serrano Simeón (1873-1941)
- Joaquín Valverde Sanjuán (1875-1918, fils de Joaquín Valverde Durán, voir ci-dessus)
- Manuel de Falla (1876-1946)
- Conrado del Campo (1878-1953)
- Pablo Luna (1879-1942)
- Manuel Penella (1880-1939)
- Reveriano Soutullo (1880-1932)
- Joaquín Turina (1882-1949)
- Jesús Guridi (1886-1961)
- Francisco Alonso (1887-1948)
- Fernando Díaz Giles (1887-1960)
- Rafael Martínez Valls (1887-1946)
- José María Usandizaga (1887-1915)
- José Padilla (1889-1960)
- Juan Vert (1890-1931)
- Federico Moreno Torroba (1891-1982)
- Eliseo Grenet (1893-1950)
- Rafael Millán (1893-1957)
- Jacinto Guerrero (1895-1951)
- Ernesto Lecuona (1895-1963)
- José María Tena (1895-1951)
- Fernando Obradors (1897-1945)
- Pablo Sorozábal (1897-1988)
- Joaquín Rodrigo (1901-1999)
- Jesús García Leoz (1904-1953)
- Manuel Moreno-Buendía[26] (né en 1932)

## Sélection discographique des œuvres citées
- Salir el amor del mundo, de Sebastián Durón (disque Dorian, par l’ensemble El Mundo) ;
- Júpiter y Semele, d’Antonio Literes (disque Harmonia Mundi, direction Eduardo López Banzo) ;
- Acis y Galatea, d’Antonio Literes (disque Harmonia Mundi, direction Eduardo López Banzo) ;
- Viento es la dicha de Amor, de José de Nebra (disque Auvidis, direction Christophe Coin) ;
- Ifigenia en Tracia, de José de Nebra (disque Glossa, direction Emilio Moreno) ;
- Clementina, de Luigi Boccherini (disque Música Antigua Aranjuez, direction Pablo Heras-Casado) ;
- Marina, d’Emilio Arrieta (disque Naïve, direction Pablo Pérez) ;
- Los diamantes de la corona, de Francisco Asenjo Barbieri (disque BMG, direction Ataúlfo Argenta) ;
- Pan y toros, de Francisco Asenjo Barbieri (disque Novoson, une sélection dirigée par Indalecio Cisneros) ;
- El barberillo de Lavapiés, de Francisco Asenjo Barbieri (disque Auvidis, direction Pablo Pérez) ;
- La Gran Vía, de Federico Chueca (disque Deutsche Grammophon, direction Pablo Pérez) ;
- La bruja, de Ruperto Chapí (disque Deutsche Grammophon, direction Miguel Roa) ;
- La revoltosa, de Ruperto Chapí (disque Novoson, direction Ataúlfo Argenta) ;
- La verbena de la Paloma, de Tomás Bretón (disque Novoson, direction Ataúlfo Argenta) ;
- La tempranica, de Gerónimo Giménez (disque Deutsche Grammophon, direction Pablo Pérez) ;
- Las golondrinas, de José María Usandizaga (disque EMI, direction Federico Moreno Torroba) ;
- Doña Francisquita, d’Amadeo Vives (disque Naïve, direction Antoni Ros Marbà) ;
- Luisa Fernanda, de Federico Moreno Torroba (disque Auvidis, direction Antoni Ros Marbà) ;
- La tabernera del puerto, de Pablo Sorozábal (disque Auvidis, direction Pablo Pérez) ;
- María la O, de Ernesto Lecuona (disque Zafiro, direction Félix Guerrero).